# DB-Baureihe 445 (1998)
Der 445 001/501 war ein dreiteiliger Doppelstock-Triebwagenzug (Baureihe 445.0/845/445.5) aus dem von DWA Görlitz (jetzt Alstom Deutschland) entwickelten Doppelstockfahrzeugkonzept für den S-Bahn- und Regionalverkehr der Deutschen Bahn.

## Hintergrund
Im Jahr 1994 stellte der Waggonbau Görlitz ein Konzeptpapier eines Doppelstock-Elektro-Triebzuges (DET) vor. Das Konzept bestand aus doppelstöckigen Triebwagen, die mit weiteren Trieb-, Steuer- und Mittelwagen kombiniert werden können. Um bei längeren Zugkompositionen die Leistung mit der Sitzplatzkapazität weiter steigern zu können, waren neben den angetriebenen Endwagen auch Mittelwagen mit Antriebskomponenten vorgesehen. So sollte eine große Flexibilität in der Zugbildung an die schwankende Fahrgastzahl im Regionalverkehr gewährleistet werden.
Der als „Meridian“ bezeichnete Triebwagenzug wurde 1996 von der Deutschen Bahn AG in einem Exemplar als Prototyp unter finanzieller Beteiligung des Landes Sachsen in Auftrag gegeben, von der Arbeitsgemeinschaft Doppelstock-E-Triebzug mit den Unternehmen DWA, Siemens und Adtranz gefertigt. Das Fahrzeug wurde im Jahr 1998 der Öffentlichkeit auf der Fachmesse Innotrans vorgestellt. Nachdem Adtranz 2001 auch von Bombardier übernommen wurde, entwickelten sich innerhalb der Unternehmen Siemens und Bombardier eigene Konzepte für Doppelstocktriebzüge. Siemens Transportation Systems entwickelte das Desiro-„Double Deck“-Konzept, aus dem später der Schweizer RABe 514 entstand. Bei Bombardier entwickelten sich die bestehenden Doppelstock-Steuer- und -Mittelwagen zum Twindexx Vario. Das Triebzugkonzept wurde dabei in einem Rahmenvertrag mit der Deutschen Bahn für mehrere Ausschreibungsnetze im Regionalverkehr realisiert.
Bei dem Prototyp waren für den elektrischen Teil mit einem Auftragsvolumen von rund fünf Millionen Euro Adtranz und Siemens verantwortlich. Die DWA war für den Wagenbau auf Basis des bestehenden Konzeptes der Doppelstockwagen aus Görlitz zuständig. Dabei wurden die Wagenkästen in Aluminium- statt Stahlbauweise hergestellt. An den Triebwagen wurden neue einflügelige Türen und an den Mittelwagen breitere Doppelschwenktüren eingebaut.
Die Antriebstechnik enthielt relativ voluminöse Komponenten aus dem Lokomotivbau, sodass über den Drehgestellen der Triebwagen keine Sitzplätze vorhanden waren. Das Konzept sah vor, bei einer Serienbeschaffung auch Züge aus neuen Triebwagen mit vorhandenen Doppelstockmittel- und Steuerwagen modernerer Bauart zu bilden (mit Umbau auf Mittelpufferkupplung und Anpassung der Leittechnik). Der Einsatz der Züge war speziell für die S-Bahn Dresden gedacht. Im Großraum Dresden sollten sie auf den Strecken Pirna–Meißen sowie Dresden–Freiberg verkehren.
Nach einer Probephase und verschiedenen Änderungen (unter anderem am Laufwerk) wurde der Zug trotz erteilter EBA-Zulassung von der DB nicht in den Plandienst übernommen. Seit 2003 war er bei Bombardier Transportation in Hennigsdorf abgestellt und wurde 2006 zerlegt.

## Galerie

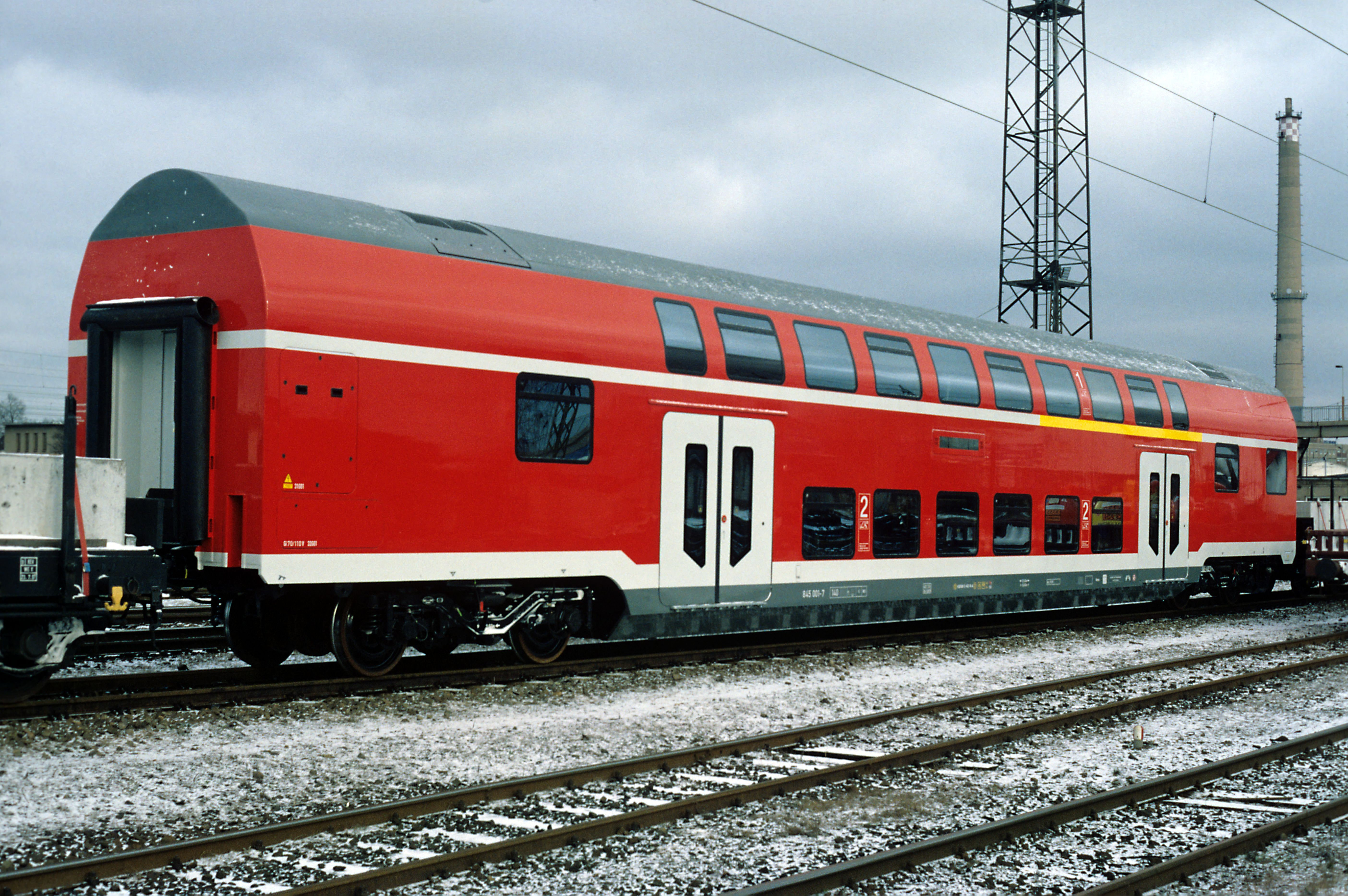
Mittelwagen
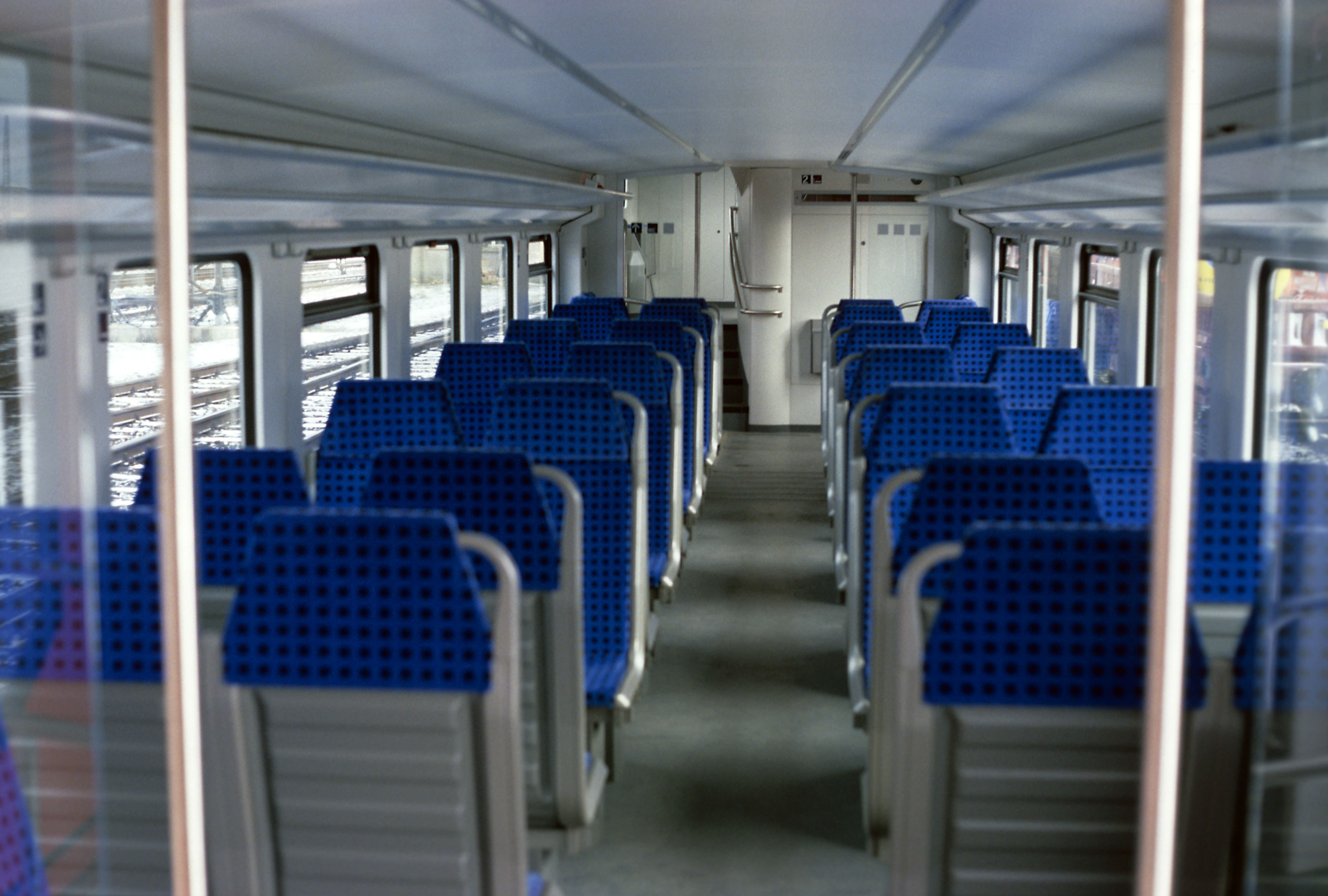
Fahrgastraum im Unterstock